# Xonville
Xonville – miejscowość i gmina we Francji, w regionie Grand Est, w departamencie Meurthe i Mozela.
Według danych na rok 1990 gminę zamieszkiwało 105 osób, a gęstość zaludnienia wynosiła 14 osób/km² (wśród 2335 gmin Lotaryngii Xonville plasuje się na 940. miejscu pod względem liczby ludności, natomiast pod względem powierzchni na miejscu 790.).